# Champ Car
Сюда перенаправляется запрос CART. Не путать с термином Картинг.

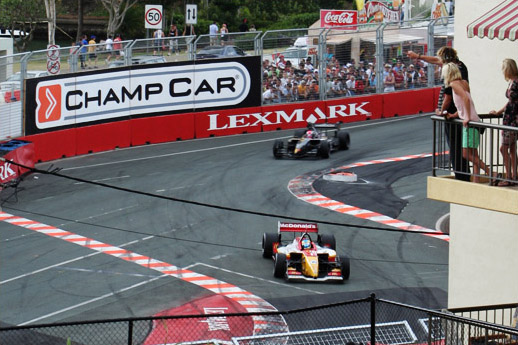
Чемпионат Champ Car, 2006 год, австралийская уличная трасса Серферз-Пэрадайз

Champ Car — американский чемпионат автомобилей с открытыми колёсами, проводился с 1979 года. Преемник чемпионата USAC. До 2004 года носил название Championship Auto Racing Teams (CART). Также известен под названиями CART PPG IndyCar World Series (Мировая Серия ИндиКар) и CART FedEx Championship Series (Чемпионская Серия ФедЭкс). В 2008 году серия обанкротилась.

## Появление CART

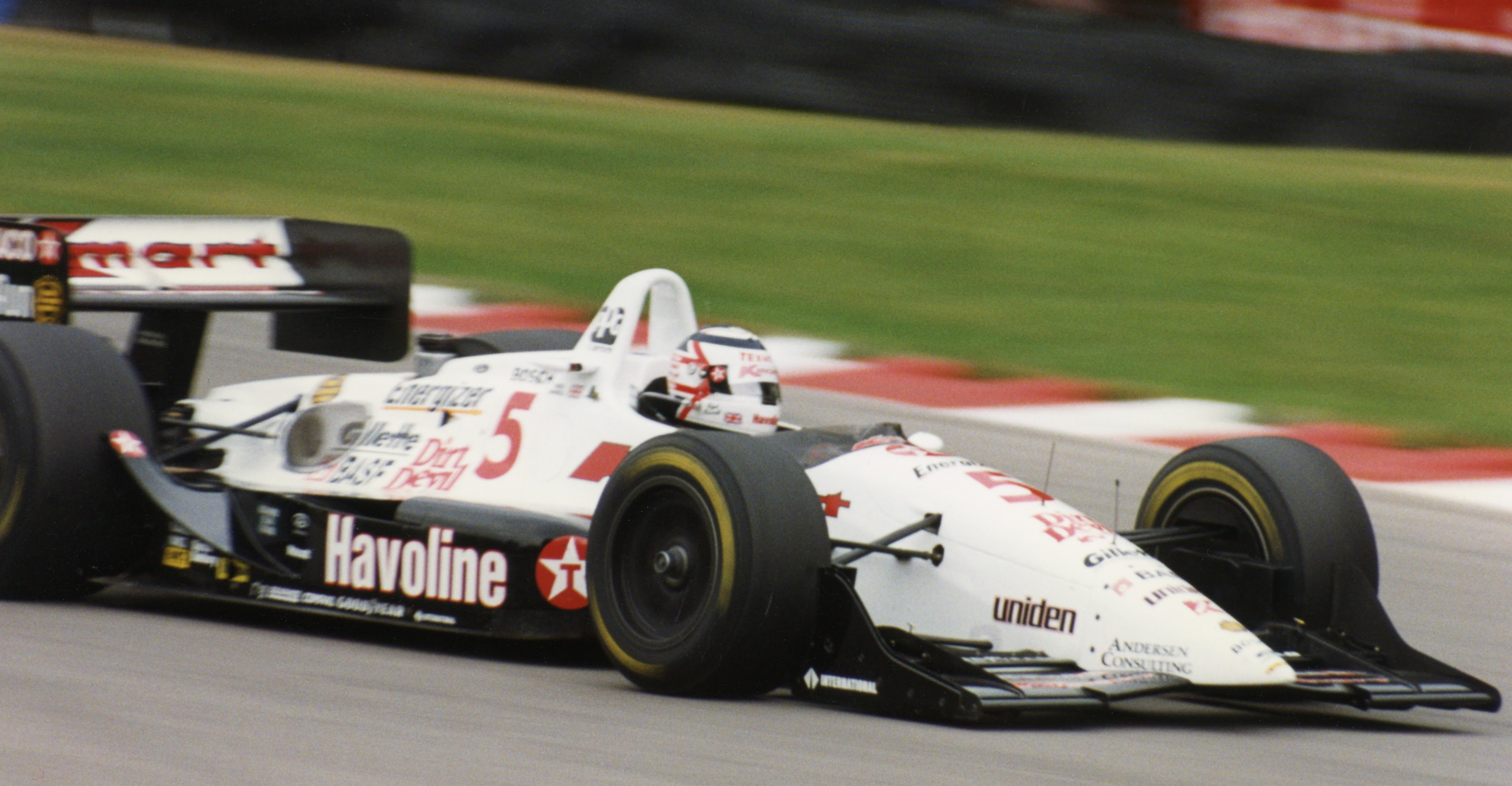
Найджел Мэнселл выиграл титул чемпиона CART с первой попытки в 1993 году

В конце 70-х гг. некоторые владельцы команд были все больше недовольны деятельностью USAC, в частности, неумелой, по их мнению, продажей телевизионных прав, а также низкими доходами собственно команд. В 1978 г. Дэн Герни опубликовал «Открытое письмо» с изложением причин своего недовольства, однако отвечать на него было уже некому — в 1978 г. потерпел катастрофу частный самолёт, на борту которого погибли 9 человек из высшего руководства USAC. Вскоре вслед за этим умер и основатель USAC, владелец трека в Индианаполисе Тони Халмен.
Дэн Герни, а также лидеры недовольных руководителей команд Роджер Пенске и Пэт Патрик призвали более активно продвигать чемпионат, в частности на телевидении. Они исходили из опыта Берни Экклстоуна, создавшего ФОКА для представления коммерческих интересов Ф1.
В 1979 г. часть команд чемпионата USAC решила взять управление гонками в свои руки и создала организацию CART — Championship of Auto Racing Teams, отличительной чертой которой было то, что управление было в руках самих команд, а также представителей спонсоров. Также в новую организацию вошли и владельцы автодромов, предоставившие свои трассы для гонок. Санкционирующей организацией была SCCA — ещё одна американская автоспортивная ассоциация.
Первоначально USAC пытался игнорировать новый чемпионат, не допустив его участников на гонку Инди 500, но те подали в суд и выиграли. В 1980 г. CART заполучил большую часть команд, гонщиков и трасс прежнего Чемпионата. В ведении USAC скоро осталась лишь Инди 500, и в 1981 г. USAC полностью отказался от проведения Чемпионата, передав все права CART, сохранив за собой лишь Инди 500, которая, тем не менее, шла в зачёт нового чемпионата. Новая серия принялась динамично развиваться, главным образом благодаря поддержке телевидения, в орбиту которого в тот период попали автогонки. Серия также начинает расширять и географию своих этапов, войдя в конфликт с руководством Ф1 в лице коммерческого директора Берни Экклстоуна, когда стала проводить этапы также в Канаде и в Австралии.

## История раскола
В 1995 г. владелец Индианаполис Мотор Спидвей Тони Джордж создал новую гоночную серию Indy Racing League (IRL), во главу угла которой была поставлена борьба за удешевление автоспорта и продвижение национальных гонщиков. Санкционирующим органом новой серии был USAC, который все ещё контролировал гонку Инди 500. Как владелец трассы, Тони Джордж включил проводимую на ней Инди 500 в расписание новой серии, а чтобы избавить её от конкуренции со стороны CART, заявил, что 25 мест на старте (из 33) будет зарезервировано за гонщиками IRL. Это означало раскол, и команды CART проигнорировали Инди 500 в 1996 г.
Однако и помимо действий Тони Джорджа, Чампкар имел усиливающиеся затруднения — рост географии чемпионата как по части трасс, так и по части гонщиков, приводил к снижению интереса собственно американской публики. Также были недовольны и американские спонсоры, не нуждавшиеся в мировой рекламе.
В 2000 г. CART ослабил запрет на участие в Инди 500 и некоторые команды решили этим воспользоваться. В частности, одна из сильнейших команд, Чип Гэннаси Рейсинг, в доминирующем стиле выиграла Инди 500 в 2000 г. со своим пилотом Хуаном Пабло Монтойей, после чего решила выступать в серии IRL на постоянной основе. В 2002 г. под давлением Мальборо ушла в IRL Пенске Рейсинг — согласно законам США, на территории страны табачные компании могли осуществлять рекламную деятельность только в одной гоночной серии, и в Marlboro решили выставляться в Инди 500. В 2002 г. FedEx объявила о прекращении своей поддержки серии по завершении контракта в конце сезона, об этом же заявили Хонда и Тойота, поставлявшие серии двигатели, но переключившиеся на поддержку IRL.

## Champ Car с 2004 года
В 2003 г., после ухода титульного спонсора и двух из трёх мотористов, акции CART резко пошли вниз, дойдя до 25¢, и чемпионат обанкротился. После ряда судебных процессов, в ходе которых на него претендовал глава конкурирующей серии Тони Джордж, он перешёл под крыло специально созданной структуры OWRS под управлением Кевина Калховена (а также Джеральда Форсайта и Пола Джентилоцци) и стал называться CCWS — ChampCar World Series. Однако в 2004 г. в IRL перешли ещё две сильные команды бывших гонщиков — Майкла Андретти и Бобби Рейхала.
В попытке хоть как-то выжить Чампкар терял все свои традиции — уменьшалось число гонок на овалах за счёт роста числа временных городских трасс, остался только один производитель шасси и один моторист — Cosworth, серия перешла к правилам FIA и даже старту с места, а также специальной кнопке для обгонов. Однако и эта серия не смогла справиться с множащимися проблемами, и в 2006 г. потеряла поддержку Бриджстоуна и Форда. 22 февраля 2008 г., когда команды готовились к новому сезону, было объявлено о слиянии серий — Тони Джордж заявил, что предоставит шасси и 1,2 млн долларов поддержки. 5 апреля 2008 г. была объявлена банкротом, а 20 апреля прошла последняя прощальная гонка в Лонг-Бич, которую уже нельзя было отменить.

## Соревнования

### Техника

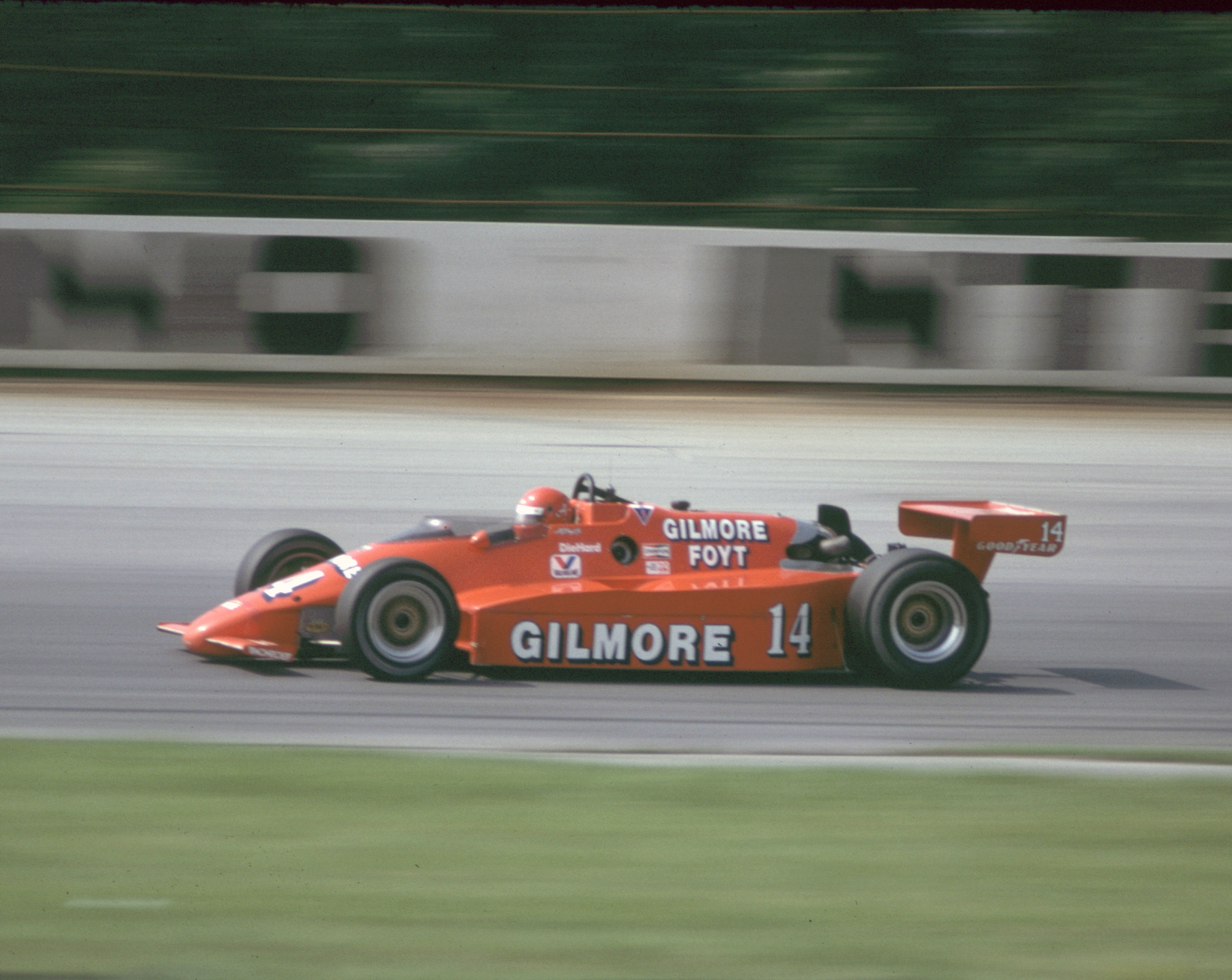
Энтони Джозеф Фойт-младший пилотирует March на овальном треке Pocono Raceway, 1984

В Чампкаре применялись различные спецификации машин для различных типов трасс — дорожных, овальных.
С 1964 г. Чампкар перешёл на использование метанола, как менее взрывоопасного топлива, после гибели двух гонщиков во время Инди 500. Тогда же началось широкое применение турбонаддува, с которым Чампкар уже не расставался никогда, удерживая лидерство по максимальной мощности своих V8, достигавшей 900—1000 л.с., на протяжении 70-80-90х гг. (за исключением «турбо-эры» в Ф1, когда в середине 80-х гг. двигатели Ф1 могли развивать и более 1000 л.с.). Однако в 2001 г. давление наддува было ограничено 1,4 атм., поскольку все больше гонок проводилось на городских трассах и требовалось принять меры по снижению шумности, новые двигатели развивали мощность не более 800 л.с., и то лишь при задействовании специальной кнопки push-to-pass, увеличивающей давление наддува до 1,5 атм. Двигатели в Чампкаре не принадлежали самим командам, а предоставлялись им в аренду поставщиками. Это объяснялось стремлением оградить свои технологические секреты. Кроме того, моторостроители сами по себе играли большую роль в жизни чемпионата — когда в середине 90-х было предложено ограничивать давление наддува на овальных трассах или применять рестрикторы для ограничения мощности, то производители отказались и пригрозили покинуть чемпионат.
Наличие в календаре Чампкара высокоскоростных овалов накладывало свой отпечаток на облик машин — они были длиннее и ниже автомобилей Формулы 1, имели более длинную колесную базу, большую массу и отличались отменной устойчивостью на высоких скоростях, в ущерб управляемости. Рекорд максимальной скорости был поставлен Жилем де Ферраном на квалификации к последней гонке сезона 2000 г. Мальборо 500 на треке в Фонтане, когда он прошёл круг со средней скоростью 388 км/ч (максимальная моментальная скорость, по некоторым сведениям, была достигнута Полом Трейси в 1996 г. на треке в Мичигане, когда он разогнался до 413 км/ч во время одной из практик). Эти показатели самые быстрые из когда-либо достигнутых в кольцевых гонках. В отличие от Формулы 1 в Чампкаре вес автомобиля считался без пилота и составлял 710 кг. С середины 90-х гг. началось использование устройств Хэндфорда — так называли специально разработанные аэродинамические пластины, крепившиеся на заднее крыло с целью уменьшения скорости и создания большего разрежения позади машины. Существовало две разновидности — для суперспидвеев и шорт-треков. Созданные по образцу устройств первого типа, пластины для шорт-треков оказались неработоспособными — они создавали слишком большие возмущения воздуха, не позволявшие пойти на обгон.
С конца 70-х гг. автомобили Чампкар используют профилированные днища, создающие немалый граунд-эффект за счёт более слабой крыльевой аэродинамики. Однако шасси Паноз DP01, принятые в 2007 г., отказались от граунд-эффекта. В отличие от Формулы 1 в Чампкаре команды не создавали шасси сами, а покупали его у специальных производителей, за исключением Пенске, но и он перешёл на клиентские шасси в конце 90х гг., когда его собственные оказались неконкурентоспособными.

### Гонки
Гонки проводились как на трассах овальной конфигурации, с твёрдым покрытием, так и на дорожных трассах также различного типа. Овалы могли иметь асфальтовое или бетонное покрытие. В свою очередь овальные трассы делились на шорт-треки — длиной в милю и меньше, и спидвеи — более 1 мили. Трассы дорожного типа могли располагаться как на стационарных автодромах, так и на временных аэродромных трассах, а также проходить по городским улицам.
В 70-х гг. календарь был ограничен 20 этапами. Кроме всего прочего разыгрывалась и почётная Тройная Корона, присуждавшаяся гонщику, выигравшему в течение сезона три 500-мильные гонки.

## Чемпионы

### Чемпионы
| Год                                                             | Гонщик                     | Команда                    | Шасси/Двигатель            |
| SCCA/CART Indy Car Series.                                      | SCCA/CART Indy Car Series. | SCCA/CART Indy Car Series. | SCCA/CART Indy Car Series. |
| --------------------------------------------------------------- | -------------------------- | -------------------------- | -------------------------- |
| 1979                                                            | Рик Мирз                   | Penske Racing              | Penske/Cosworth-Ford       |
| PPG CART IndyCar World Series                                   |                            |                            |                            |
| 1980                                                            | Джонни Ратерфорд           | Chaparral Racing           | Chaparral/Cosworth-Ford    |
| 1981                                                            | Рик Мирз                   | Penske Racing              | Penske/Cosworth-Ford       |
| 1982                                                            | Рик Мирз                   | Penske Racing              | Penske/Cosworth-Ford       |
| 1983                                                            | Эл Анзер                   | Penske Racing              | Penske/Cosworth-Ford       |
| 1984                                                            | Марио Андретти             | Newman/Haas Racing         | Lola/Cosworth-Ford         |
| 1985                                                            | Эл Анзер                   | Penske Racing              | March/Cosworth-Ford        |
| 1986                                                            | Бобби Рэйхол               | Truesports                 | March/Cosworth-Ford        |
| 1987                                                            | Бобби Рэйхол               | Truesports                 | Lola/Cosworth-Ford         |
| 1988                                                            | Дэнни Салливан             | Patrick Racing             | Penske/Chevrolet           |
| 1989                                                            | Эмерсон Фиттипальди        | Penske Racing              | Penske/Chevrolet           |
| 1990                                                            | Эл Анзер-мл.               | Galles-Kraco Racing        | Lola/Chevrolet             |
| 1991                                                            | Майкл Андретти             | Newman/Haas Racing         | Lola/Chevrolet             |
| 1992                                                            | Бобби Рэйхол               | Rahal/Hogan Racing         | Lola/Chevrolet             |
| 1993                                                            | Найджел Мэнселл            | Newman/Haas Racing         | Lola/Cosworth-Ford         |
| 1994                                                            | Эл Анзер-мл.               | Penske Racing              | Penske/Ilmor               |
| 1995                                                            | Жак Вильнёв                | Team Green Racing          | Reynard/Cosworth-Ford      |
| 1996                                                            | Джимми Вассер              | Chip Ganassi Racing        | Reynard/Honda              |
| PPG CART Championship Series                                    |                            |                            |                            |
| 1997                                                            | Алекс Занарди              | Chip Ganassi Racing        | Reynard/Honda              |
| FedEx Championship Series                                       |                            |                            |                            |
| 1998                                                            | Алекс Занарди              | Chip Ganassi Racing        | Reynard/Honda              |
| 1999                                                            | Хуан-Пабло Монтойя         | Chip Ganassi Racing        | Reynard/Honda              |
| 2000                                                            | Жиль де Ферран             | Penske Racing              | Reynard/Honda              |
| 2001                                                            | Жиль де Ферран             | Penske Racing              | Reynard/Honda              |
| 2002                                                            | Кристиано да Матта         | Newman/Haas Racing         | Lola/Toyota                |
| Bridgestone presents the Champ Car World Series powered by Ford |                            |                            |                            |
| 2003                                                            | Пол Трэйси                 | Player's/Forsythe Racing   | Lola/Cosworth-Ford         |
| 2004                                                            | Себастьен Бурде            | Newman/Haas Racing         | Lola/Cosworth-Ford         |
| 2005                                                            | Себастьен Бурде            | Newman/Haas Racing         | Lola/Cosworth-Ford         |
| 2006                                                            | Себастьен Бурде            | Newman/Haas Racing         | Lola/Cosworth-Ford         |
| Champ Car World Series                                          |                            |                            |                            |
| 2007                                                            | Себастьен Бурде            | Newman/Haas Racing         | Panoz/Cosworth             |

### Количество чемпионских титулов у команд
| Команда                  | Количество титулов | Последний |
| ------------------------ | ------------------ | --------- |
| Penske Racing            | 9                  | 2001      |
| Newman/Haas Racing       | 8                  | 2007      |
| Chip Ganassi Racing      | 4                  | 1999      |
| Truesports               | 2                  | 1986      |
| Chaparral Racing         | 1                  | 1980      |
| Galles-Kraco Racing      | 1                  | 1990      |
| Team Green Racing        | 1                  | 1995      |
| Rahal/Hogan              | 1                  | 1992      |
| Patrick Racing           | 1                  | 1989      |
| Player's/Forsythe Racing | 1                  | 2003      |